# Monedas de euro de Bélgica
El euro (EUR o €) es la moneda oficial de las instituciones de la Unión Europea desde 1999 (cuando sustituyó al ECU), de los Estados que pertenecen a la eurozona y de los micro-Estados europeos con los que la Unión tiene acuerdos al respecto. También es utilizado de facto en Montenegro y Kosovo. Las monedas de euro están diseñadas de tal manera que en su anverso muestran un diseño específico del Estado emisor mientras que en su reverso muestran un diseño común.
El 1 de enero de 1999 se introdujo el euro en Bélgica como moneda de cambio a la vez que en otros 10 países europeos y el 1 de enero de 2002 comenzó la circulación efectiva en 12 países.
Bélgica acuñó monedas fechadas en 1999, 2000 y 2001 (así como España, Finlandia, Francia y Países Bajos), a pesar de que estas entraron a circular en 2002.
El euro circuló simultáneamente al franco belga hasta el 28 de febrero de 2002, día a partir del cual este último dejó de tener curso legal aunque las monedas pudieron seguir siendo canjeadas en el Banco Nacional de Bélgica hasta el 31 de diciembre de 2004 y los billetes aún pueden ser canjeados en el mismo banco. El cambio oficial se hace a 1 € por cada 40.3399 francos belgas.
Las monedas se acuñaban en la Real Casa de la Moneda de Bélgica hasta 2017 cuando ésta dejó de acuñar y sólo las diseña y ordena su fabricación a la Real Casa de la Moneda de los Países Bajos que usa un caduceo como marca de ceca.
Las marcas de ceca y del director de ceca han cambiado desde la puesta en circulación. La Real Casa de la Moneda de Bélgica usaba como marca la cabeza del Arcángel Miguel y como marca del director de esa institución la que cada uno de ellos escogiera. Desde 1999 ha habido cuatro diferentes:
- Romain Coenen (1999-2009): Cuya marca era una balanza.
- Gérard Buquoy (2009-2012): Cuya marca era una pluma.
- Bernard Gillard (2013-2016): Cuya marca era un gato sentado.
- Ingrid van Herzele (2017-): Cuya marca es el escudo de armas de la ciudad de Herzele.

## Diseño regular del anverso
El primer diseño regular, obra de Jan Alfons Keustermans, mostraba la efigie de Alberto II de Bélgica y su monograma (una letra A coronada) con este y el año de acuñación intercalados entre las estrellas del anillo exterior. En 2008, se cambió el diseño para cumplir con una recomendación de la Comisión Europea de 2005 en la que se fijaba que "las caras nacionales de todas las denominaciones de las monedas en euros deberán llevar una indicación del Estado miembro emisor, consistente en el nombre de dicho Estado miembro o en una abreviatura del mismo", a pesar de no afectar a no ser que se cambiara el diseño de las caras nacionales. Al mismo tiempo, se aprovechó para actualizar la efigie del Rey Alberto II. Sin embargo, en 2009 tuvo que volverse a acuñar la imagen anterior del rey pues cambiarla contravenía una nueva recomendación de la Comisión de 2008: "Los diseños utilizados en las caras nacionales no deben modificarse, salvo en el caso de que se produzca un cambio del jefe del Estado al que hagan referencia. No obstante, se autoriza a los Estados a actualizar cada quince años el diseño de las monedas en euros en las que figure la efigie del jefe del Estado, atendiendo al cambio de apariencia de dicho jefe de Estado". Algunos coleccionistas consideran esto como una tercera serie pero, a diferencia de los cambios en otros países, no se publicó en el Diario Oficial de la Unión Europea por lo que en realidad cabría considerarla una modificación y no una nueva serie. 
Al abdicar Alberto II en 2013 y proclamar a su hijo, Felipe, como nuevo rey, comenzó a usarse la efigie y monograma (las letras FP estilizadas y coronadas) de este último en la que sería la tercera serie de euros (a partir de 2014). El diseño de esta nueva serie es obra de Luc Luycx.
|                                                                                                 |
| Alberto II de Bélgica representación heráldica que dio motivo a las monedas de euro hasta 2013. |

|                                                                                            |
| Felipe de Bélgica representación heráldica que da motivo a las monedas de euro desde 2014. |

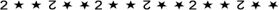
Canto de la moneda de 2 euro belga.

## Cantidad de piezas acuñadas
Volumen de emisión | en millones de piezas.
| Valor facial / Año | €0,01       | €0,02       | €0,05       | €0,10       | €0,20       | €0,50       | €1,00       | €2,00       |
| ------------------ | ----------- | ----------- | ----------- | ----------- | ----------- | ----------- | ----------- | ----------- |
| 1999               | 235.250.387 | 50.387      | 300.050.387 | 181.000.387 | 50.387      | 197.050.387 | 160.050.387 | 50.387      |
| 2000               | 50.388      | 337.050.388 | 50.388      | 50.388      | 181.050.388 | 50.388      | 50.388      | 120.050.388 |
| 2001               | 99.850.388  | 50.388      | 50.388      | 145.800.388 | 50.388      | 50.388      | 50.388      | 50.388      |
| 2002               | 147.866     | 147.866     | 147.866     | 147.866     | 104.147.866 | 50.147.866  | 84.647.866  | 50.147.866  |
| 2003               | 10.192.866  | 40.192.866  | 30.192.866  | 197.966     | 30.192.866  | 197.966     | 6.192.866   | 30.192.866  |
| 2004               | 180.073.262 | 159.323.262 | 80.073.262  | 20.073.262  | 70.073.262  | 15.073.262  | 15.073.262  | 60.073.262  |
| 2005               | 56.018      | 56.018      | 110.056.018 | 10.056.018  | 10.056.018  | 56.018      | 56.018      | 10.533.006  |
| 2006               | 15.050.018  | 30.050.018  | 35.050.018  | 50.018      | 40.050.018  | 50.018      | 50.018      | 20.050.018  |
| 2007               | 60.057.006  | 70.057.006  | 57.006      | 57.006      | 25.117.287  | 5.057.006   | 57.006      | 35.042.006  |
| 2008               | 42.506      | 42.506      | 42.506      | 42.506      | 20.062.506  | 25.042.506  | 5.042.506   | 20.042.506  |
| 2009               | 19.991.006  | 10.041.006  | 41.006      | 41.006      | 30.141.006  | 30.041.006  | 10.041.006  | 10.041.006  |
| 2010               | 30.143.850  | 20.043.850  | 25.043.850  | 20.043.850  | 15.093.850  | 43.850      | 43.850      | 15.043.850  |
| 2011               | 10.018.850  | 43.850      | 25.043.850  | 25.043.850  | 40.293.850  | 15.043.850  | 15.043.850  | 32.043.850  |
| 2012               | 19.983.850  | 15.033.850  | 22.533.850  | 25.033.850  | 42.383.850  | 30.033.850  | 10.033.850  | 23.850      |
| 2013               | 70.025.500  | 32.650.500  | 17.025.500  | 5.025.500   | 25.500      | 25.500      | 25.500      | 25.500      |
| 2014               | 74.109      | 3.199.109   | 14.574.109  | 74.109      | 74.109      | 10.074.109  | 74.109      | 74.109      |
| 2015               | 14.921.367  | 21.921.367  | 10.046.367  | 11.046.367  | 46.367      | 10.046.367  | 46.367      | 46.367      |
| 2016               | 28.902.160  | 17.027.160  | 28.527.160  | 27.160      | 27.160      | 2.027.160   | 27.160      | 27.160      |
| 2017               | 1.657.942   | 23.442      | 48.467.942  | 3.023.442   | 23.442      | 5.023.442   | 23.442      | 23.442      |
| 2018               | 40.750      | 40.750      | 5.300.000   | 12.300.000  | 40.750      | 40.750      | 40.750      | 40.750      |
| 2019               | 28.500      | 28.500      | 10.000.000  | 5.000.000   | 21.000.000  | 12.000.000  | 28.500      | 3.200.000   |
| 2020               | 28.500      | 28.500      | 28.500      |             |             | 28.500      | 28.500      |             |

## Monedas conmemorativas de 2 euros
Para más información, véase monedas conmemorativas de 2 euros.
| Año  | Motivo | Emisión   | Imagen |
| 2005 | Unión Económica Belgo-Luxemburguesa La primera moneda conmemorativa de Bélgica se acuña para celebrar la Unión Económica Belgo-Luxemburguesa. En el centro del diseño aparecen los perfiles del rey Alberto II de los belgas ligeramente superpuesta al del Gran Duque Enrique de Luxemburgo. El año de acuñación aparece abajo. Las iniciales del grabador LL (Luc Luycx) aparecen en la parte inferior derecha. En el anillo exterior aparecen las doce estrellas de la Unión Europea y los monogramas de Enrique I a la izquierda y de Alberto II a la derecha. En la parte inferior del anillo exterior figuran la marca de ceca a la izquierda y la marca del director de ceca a la derecha. | 6 000 000 |        |
| 2006 | El Atomium En el centro está representado el Atomium. Las iniciales del grabador LL (Luc Luycx) figuran abajo a la derecha. Las marcas de ceca y del director de ceca aparecen a ambos lados de la bola inferior. En el anillo exterior están las doce estrellas de la Unión Europea junto con el monograma B en la parte superior y el año 2006 en la inferior. | 5 023 000 |        |
| 2007 | Diseño común: 50º aniversario del Tratado de Roma Se trata de la primera moneda de emisión conjunta hecha por parte de los 13 miembros de la eurozona del momento. Cada estado acuñó el mismo anverso con su denominación nacional como distintivo. En el centro de la moneda se representa el tratado sobrepuesto a un diseño que recuerda al pavimento de la Plaza del Campidoglio de Roma, donde fue firmado en 1957. La palabra «EUROPA/E» figura encima del libro. Sobre él, aparecen las palabras «PACTVM ROMANVM QVINQVAGENARIVM» («Tratado de Roma 50 años» en latín). El año y el nombre «BELGIQUE-BELGIË-BELGIEN» («Bélgica» en idiomas francés, neerlandés y alemán respectivamente) aparecen bajo el diseño central. Las doce estrellas de la bandera europea rodean todo lo anterior en el anillo exterior de la moneda. El diseño fue producto del trabajo conjunto de las diferentes casas de moneda europeas. | 5 040 000 |        |
| 2008 | 60º aniversario de la Declaración Universal de los Derechos Humanos La parte interna de la moneda muestra líneas curvas a ambos lados de un rectángulo con la cifra 60 inscrita dentro. Arriba está el año de acuñación y abajo las palabras UNIVERSAL DECLARATION OF HUMAN RIGHTS («Declaración Universal de los Derechos Humanos», en inglés). El nombre del país aparece en un semicírculo debajo del diseño: BELGIE - BELGIQUE - BELGIEN («Bélgica» en neerlandés, francés y alemán, respectivamente). La marca de ceca y del maestro de ceca aparecen a la izquierda y a la derecha del diseño respectivamente. El anillo exterior muestra las doce estrellas de la bandera europea. | 5 018 000 |        |
| 2009 | 200 años del nacimiento de Louis BrailleLa parte interior de la moneda muestra un retrato de Louis Braille entre sus iniciales, L y B, escritas en el alfabeto que él diseñó. Sobre el retrato está el texto LOUIS BRAILLE y en la parte inferior se puede ver la referencia del país emisor (BE por Bélgica) entre las fechas 1809 y 2009. A la izquierda y a la derecha están, respectivamente, la marca de ceca y la marca del maestro de ceca. El anillo exterior muestra las doce estrellas de la Unión. | 5 013 500 |        |
| 2009 | Diseño común: X aniversario de la creación de la Unión Económica y MonetariaLa segunda emisión conjunta fue acuñada por los 16 países de la eurozona de 2009. Al igual que en la anterior, cada estado acuñó el mismo anverso con su denominación nacional como distintivo. El centro de la moneda muestra una figura humana estilizada cuyo brazo izquierdo es prolongado por el símbolo del euro. Bajo este símbolo aparecen las iniciales del diseñador, «ΓΣ» (de «Γεώργιος Σταματόπουλος», Geórgios Stamatópoulos escultor de la Casa de la Moneda griega). Las leyendas son, sobre el diseño, «BELGIE - BELGIQUE - BELGIEN» (“Bélgica” en neerlandés, francés y alemán, respectivamente). Bajo el diseño, «EMU 1999-2009» (de «Unión Económica y Monetaria» en inglés). En el anillo externo aparecen las doce estrellas de la Unión. | 5 012 000 |        |
| 2010 | Presidencia belga del Consejo de la Unión Europea En el interior de la moneda se puede ver el logo conmemorativo de la presidencia belga del Consejo de la Unión Europea, esto es, las letras ue estilizadas, y la dirección de internet «trio.be». Sobre el diseño está la leyenda en inglés BELGIAN PRESIDENCY OF THE COUNCIL OF THE EU 2010 («Presidencia belga del Consejo de la UE 2010») y, bajo él, la inscripción trilingüe BELGIE BELGIQUE BELGIEN («Bélgica» en neerlandés, francés y alemán respectivamente). Sobre este último texto se lee el año de emisión y las marcas de ceca y del director de ceca, a izquierda y derecha del mismo. En el anillo exterior de la moneda, las doce estrellas de la Unión. | 5 012 000 |        |
| 2011 | 100º aniversario del Día internacional de la Mujer Conmemora el centésimo aniversario del Día Internacional de la Mujer que se celebra el 8 de marzo de cada año. En la parte central de la moneda aparecen las figuras de Isala van Diest (la primera mujer médico belga) y Marie Popelin (la primera mujer abogado belga) superpuestas al símbolo femenino. Arriba el identificador del país «BE» con las marcas de ceca y del director de ceca a ambos lados. Abajo «I. VAN DIEST» «M. POPELIN» con sus símbolos profesionales al lado correspondiente (Vara de Esculapio y Balanza respectivamente). En el anillo exterior de la moneda, las doce estrellas de la Unión. | 5 000 000 |        |
| 2012 | 75º aniversario del concurso musical Reina IsabelSe ve el logotipo del Concurso Internacional de Música Reina Isabel de Bélgica sobre la efigie de esta reina. A ambos lados la marca del grabador y de ceca con el identificador de país. Arriba «1937 - 2012» y abajo «QUEEN ELIZABETH COMPETITION» («Concurso Reina Isabel» en inglés). En el anillo exterior de la moneda, las doce estrellas de la Unión. | 5 000 000 |        |
| 2012 | Diseño común: X aniversario de la puesta en circulación de los billetes y monedas en eurosMediante votación pública en internet se decidió el motivo de la tercera emisión conjunta. Se trata de un diseño de Helmut Andexlinger, diseñador de la Casa de la Moneda austríaca. En el centro de la moneda aparece el símbolo del euro sobre un globo terráqueo donde están apoyados distintos elementos que representan los ámbitos en los que el euro ha adquirido importancia en los últimos diez años. Estos elementos son los ciudadanos (figuras humanas estilizadas), el mundo financiero (Torre del BCE), el comercio (bucles), la industria (fábricas) y el sector de la energía, la investigación y el desarrollo (centrales de energía eólica). Las iniciales del artista figuran bajo la imagen de la torre del BCE. Arriba «BE» con las marcas de ceca y del director de ceca a ambos lados. En la parte inferior figuran las fechas del aniversario del euro «2002-2012». Todo rodeado por las estrellas de la Unión. | 5 000 000 |        |
| 2013 | 100 años del Real Instituto de Meteorología de BélgicaEn el centro de la moneda se ve la cifra «100». Dentro del primer cero se observan las siglas «KMI» e «IRM» (por «Koninklijk Meteorologisch Instituut» y «Institut Royal Météorologique», «Real Instituto Meteorológico» en idiomas neerlandés y francés). El segundo cero representa al sol con rayos que salen de él. A la izquierda, entre los rayos, se ven unas isobaras, lluvia y copos de nieve. Arriba el año de acuñación y abajo el identificador de país con las marcas de ceca y del director de ceca bajo el número uno. Todo rodeado por las estrellas de la Unión. | 2 000 000 |        |
| 2014 | 100 años del comienzo de la Primera Guerra Mundial En el centro se ve una amapola silvestre sobre las fechas de la conmemoración «2014-18». Abajo «THE GREAT WAR CENTENARY» («El centenario de la Gran Guerra» en inglés). Arriba «BELGIQUE-BELGIË-BELGIEN» («Bélgica» en idiomas francés, neerlandés y alemán respectivamente). Abajo las marcas de ceca y del director de ceca. Todo rodeado por las estrellas de la Unión. | 1 750 000 |        |
| 2014 | 150 años de la Cruz Roja de Bélgica En el centro se ve el símbolo de la Cruz Roja (una cruz griega) en cuyo centro se lee la cifra «150». En los brazos verticales se lee «RODE KRUIS» («Cruz Roja» en neerlandés) y en los brazos horizontales «CROIX ROUGE» («Cruz Roja» en francés). Arriba de la cruz figuran las marcas de ceca y del director de ceca y abajo el identificador de país y el año de acuñación. Todo rodeado por las estrellas de la Unión. | 260 000   |        |
| 2015 | Año europeo del desarrollo Una mano sostiene un globo terráqueo sobre el que se ve el brote de una planta. Arriba se lee «2015 EUROPEAN YEAR FOR DEVELOPMENT» («2015 año europeo del desarrollo» en inglés). A la izquierda están las marcas de ceca y del director de ceca y abajo el identificador de país. Todo rodeado por las estrellas de la Unión. | 250 000   |        |
| 2015 | Diseño común: 30º aniversario de la Bandera europeaNuevamente mediante votación pública en internet se decidió el motivo de la cuarta emisión conjunta. Como en acuñaciones anteriores, cada estado acuñó el mismo anverso con su denominación nacional como distintivo. Se ve, en el centro, una bandera europea sostenida por personas que simbolizan la unión de diferentes culturas en un ideal común. Bajo este símbolo aparecen las iniciales del diseñador, «ΓΣ» (de «Γεώργιος Σταματόπουλος», Geórgios Stamatópoulos escultor de la Casa de la Moneda griega). Arriba «BELGIQUE-BELGIË-BELGIEN» («Bélgica» en idiomas francés, neerlandés y alemán respectivamente), en la parte inferior figuran las fechas del aniversario de la bandera «1985-2015». Todo rodeado por las estrellas de la Unión. | 412 500   |        |
| 2016 | Día internacional de los niños desaparecidos En el centro se ve el rostro de un niño. Arriba «BELGIQUE-BELGIË-BELGIEN» («Bélgica» en idiomas francés, neerlandés y alemán respectivamente) y el año de acuñación. A la izquierda «MISSING-DISPARU-VERMIST» («Desaparecido» en idiomas inglés, francés y neerlandés respectivamente). A la derecha «WWW.CHILDFOCUS.BE» (la dirección URL del Centro Europeo para los Niños Desaparecidos y la Explotación Sexual Infantil). las marcas de ceca y del director de ceca están una a cada lado de la figura central. Todo rodeado por las estrellas de la Unión. | 1 020 000 |        |
| 2016 | Equipo olímpico de Bélgica Se ve el logotipo del Comité Olímpico Interfederal de Bélgica (una figura humana estilizada sobre los anillos olímpicos y la inscripción «TEAM BELGIUM» («Equipo belga» en inglés)). A la izquierda el año de acuñación. A la derecha las marcas de ceca y del director de ceca están una a cada lado de la figura central y el identificador del país. Todo rodeado por las estrellas de la Unión. | 375 000   |        |
| 2017 | 200 años de la Universidad de Lieja En el centro se ve el logotipo de la Universidad de Lieja con los años de la conmemoración a cada lado (1817 y 2017). Alrededor siguiendo el borde «200 ANS UNIVERSITE DE LIEGE - 200 YEARS UNIVERSITY OF LIEGE» («200 años de la Universidad de Lieja» en francés e inglés). Abajo las marcas de ceca y del director de ceca están una a cada lado de la figura central y el identificador del país. Todo rodeado por las estrellas de la Unión. | 200 000   |        |
| 2017 | 200 años de la Universidad de Gante En el centro se ve el logotipo de la Universidad de Gante con los años de la conmemoración abajo (1817 y 2017). Alrededor siguiendo el borde «200 JAAR UNIVERSITEIT GENT - 200 YEARS GHENT UNIVERSITY» («200 años de la Universidad de Lieja» en neerlandés e inglés). Abajo las marcas de ceca y del director de ceca están una a cada lado de la figura central y el identificador del país. Todo rodeado por las estrellas de la Unión. | 200 000   |        |
| 2018 | 50º aniversario del lanzamiento del satélite ESRO-2B Se ve al satélite ESRO 2B en órbita alrededor de la Tierra. Arriba «ESRO-2B» y las fechas relevantes (1968 y 2018). Abajo la marca de ceca de los Países Bajos, la marca de la directora de la ceca belga y las iniciales del diseñador (Luc Luycx). Todo rodeado por las estrellas de la Unión. | 260 000   |        |
| 2018 | 50º aniversario de los acontecimientos de mayo del 68 en Bélgica Sobre la fachada de un edificio clásico se ve a dos figuras humanas con banderas y panfletos en las protestas de mayo de 1968. Arriba «mei mai 1968» («mayo 1968» en neerlandés y francés). A la izquierda la marca de ceca de los Países Bajos, la marca de la directora de la ceca belga, el año de acuñación y el identificador del país. Todo rodeado por las estrellas de la Unión. | 155 000   |        |
| 2019 | 450º aniversario de la muerte de Pieter Brueghel el Viejo Se muestra la imagen de perfil de Pieter Brueghel el Viejo junto con un caballete con un cuadro. Arriba el nombre del artista con los años de muerte (1569) y de emisión de la monedas 2019. A la izquierda la marca de ceca de los Países Bajos, la marca de la directora de la ceca belga y el identificador del país. Todo rodeado por las estrellas de la Unión. | 155 000   |        |
| 2019 | 25º aniversario del Instituto Monetario Europeo Se ve la imagen de Alexandre Lamfalussy (primer presidente del Instituto Monetario Europeo) con su nombre escrito debajo. A la izquierda «EUROPEAN MONETARY INSTITUTE» («Instituto Monetario Europeo» en inglés) junto al año de creación del mismo (1994) y su siglas «EMI». Abajo tres monedas cayendo una encima de la otra la primera de las cuales muestra las siglas «BEF» (abreviatura internacional del franco belga). La segunda muestra las siglas «ECU» (abreviatura de la unidad de cuenta de las Comunidades Europeas) y la tercera muestra el símbolo del euro, moneda que sustituyó a las dos anteriores. La marca de ceca y de la directora de la ceca belga están a la izquierda de todo, el identificador del país y el año abajo y las iniciales del grabador a derecha (Luc Luycx). Todo rodeado por las estrellas de la Unión. | 155 000   |        |
| 2020 | 2020: año internacional de la sanidad vegetal |           |        |
| 2020 | Jan van Eyck |           |        |
| 2021 | 500 años de la aparición de la ordenanza del segundo período de emisión de monedas durante el reinado de Carlos V |           |        |
| 2021 | Centenario de la constitución de la Unión Económica Belga-Luxemburguesa |           |        |
| 2022 | Sector sanitario |           | [ ]    |
| 2022 | Diseño común: 35º aniversario del programa Erasmus |           | [ ]    |